# Mecklenburgische I
| Mecklenburgische I      | Mecklenburgische I | Mecklenburgische I | Mecklenburgische I | Mecklenburgische I |
| ----------------------- | ------------------ | ------------------ | ------------------ | ------------------ |
| Marschall Vorwärts      |                    |                    |                    |                    |
| Nummerierung:           | 1                  | 3                  | 4                  | 5                  |
| Nummerierung bis 1895:  | 42                 | 45, 46             | 55, 56             | 57                 |
| Name:                   | MARSCHALL VORWÄRTS | SCHWAAN, NEBEL     | HERTHA, FREYA      | HULDA              |
| Hersteller:             | Wöhlert            | Borsig             | Borsig             | Egestorff          |
| Baujahr(e):             | 1848               | 1850               | 1860               | 1863               |
| Ausmusterung:           | 1900               | 1898, 1890         | 1894, 1899         | 1901               |
| Bauart:                 | 1A1n2              | 1A1n2              | 1A1n2              | 1A1n2              |
| Spurweite:              | 1435 mm            | 1435 mm            | 1435 mm            | 1435 mm            |
| Länge über Puffer:      | ≈ 12.500 mm        | ≈ 12.500 mm        | ≈ 12.500 mm        | ≈ 12.500 mm        |
| Leermasse:              | 22,10 t            | 20,40 t            | 20,40 t            | 23,65 t            |
| Dienstmasse:            | 24,15 t            | 21,62 t            | 20,99 t            | 25,97 t            |
| Reibungsmasse:          | 11,90 t            | 10,85 t            | 11,20 t            | 12,75 t            |
| Kuppelraddurchmesser:   | 1618 mm            | 1535 mm            | 1535 mm            | 1700 mm            |
| Laufraddurchmesser:     | 1070 mm            | 1015 mm            | 1015 mm            | 1142 mm            |
| Steuerungsart:          | Stephenson         | Stephenson         | Stephenson         | Stephenson         |
| Zylinderanzahl:         | 2                  | 2                  | 2                  | 2                  |
| Zylinderdurchmesser:    | 343 mm             | 330 mm             | 330 mm             | 356 mm             |
| Kolbenhub:              | 508 mm             | 508 mm             | 508 mm             | 508 mm             |
| Kesselüberdruck:        | 7,89 bar           | 6,58 bar           | 6,58 bar           | 7,31 bar           |
| Anzahl der Heizrohre:   | 136                | 123                | 119                | 154                |
| Heizrohrlänge:          | 3331 mm            | 3000 mm            | 3325 mm, 3330 mm   | 3280 mm            |
| Rostfläche:             | 1,15 m²            | 1,09 m²            | 0,80 m², 0,82 m²   | 1,13 m²            |
| Strahlungsheizfläche:   | 5,81 m²            | 5,88 m²            | 4,32 m², 4,49 m²   | 5,92 m²            |
| Rohrheizfläche:         | 56,66 m²           | 48,71 m²           | 50,96 m², 50,89 m² | 68,19 m²           |
| Verdampfungsheizfläche: | 62,47 m²           | 54,59 m²           | 55,28 m², 55,38 m² | 74,11 m²           |

In die Gattung I ordnete die Großherzoglich Mecklenburgische Friedrich-Franz-Eisenbahn verschiedene zwischen 1848 und 1863 beschaffte Dampflokomotiven der Bauart 1A1 ein. 

## Geschichte
Die MARSCHALL VORWÄRTS wurde 1848 von der Berliner Lokomotivfabrik F. Wöhlert mit der Fabriknummer 1 geliefert und erhielt bei der Mecklenburgischen Eisenbahngesellschaft die Bahnnummer 4. Bei der Verstaatlichung erhielt die Lokomotive die Nummer 42 und mit der Einführung eines neuen Nummernplanes 1895 die 1. Die Lokomotive erhielt 1866 einen neuen Kessel und wurde 1900 ausgemustert. Bei einem Werkstattaufenthalt wurde die Treibachse versehentlich falsch eingebaut mit der Folge, dass die Lokomotive bei der anschließenden Probefahrt rückwärts durch die Schuppenwand fuhr. 
Die Lokomotiven SCHWAAN und NEBEL wurden 1850 von Borsig geliefert und erhielten die Bahnnummern 9 und 10. Bei der Verstaatlichung erhielten die Lokomotiven die Nummern 45 und 46. Die NEBEL wurde 1890 ausgemustert, während die SCHWAAN noch bis 1898 im Einsatz war und ab 1895 die Nummer 3 trug.
Die Lokomotiven HERTHA und FREYA wurden 1860 ebenfalls von Borsig geliefert und mit den Nummern 23 und 24 eingereiht. Sie erhielten nach der Verstaatlichung die Nummern 55 und 56 und 1895 die 4 und die 5. Die Loks wurden 1894 und 1899 ausgemustert. 
Egestorff lieferte 1863 mit der Bahnnummer 25 die HULDA. Die Lok erhielt nach der Verstaatlichung die Nummer 57 und 1895 die Nummer 5. 1901 wurde die Lokomotive ausgemustert. 
Die Leistung der Lokomotiven war für die flachen Strecken ausreichend. Der Einsatz erfolgte meist vor Personenzügen auf der Strecke Hagenow–Rostock sowie gelegentlich vor gemischten Zügen.

## Konstruktive Merkmale
Die Lokomotiven verfügten über einen innenliegenden Gabelrahmen. Der Langkessel bestand aus zwei, bei der HULDA drei, Schüssen. Der Dampfdom war auf dem mittleren, bei der HULDA auf dem vorderen Schuss angebracht. 
Bei der Lokomotive HULDA wurde die Feuerbüchse mittels einer schrägen Unterkante über die hintere Laufachse verlängert, um eine möglichst große Rostfläche zu erzielen. Bis auf die MARSCHALL VORWÄRTS, die einen konischen Schornstein besaß, verfügten die Lokomotiven über einen langen zylindrischen Schornstein. 
Das Zweizylinder-Nassdampftriebwerk war außenliegend waagerecht angeordnet. Die Stephenson-Steuerung war innenliegend. Bei der SCHWAAN und der NEBEL waren die Zylinder schrägliegend an der Rauchkammer angebracht, außerdem war die Steuerung außenliegend angeordnet. Die HULDA verfügte über eine Schraubenumsteuerung.
Die Federung der Treibräder erfolgte durch untenliegende Blattfedern, die mittels Ausgleichshebel mit der obenliegenden Blattfeder der vorderen Laufachse verbunden waren. Die HULDA besaß eine Querblattfeder unter der hinteren Laufachse, bei den übrigen Lokomotiven war die Achse ungefedert.
Die Lokomotiven waren mit einem zweiachsigen Tender mit einem Wasservorrat von 4,45 m³ und 3 t Kohle gekoppelt.